# Melanophryniscus pachyrhynus
Melanophryniscus pachyrhynus är en groddjursart som först beskrevs av Miranda-Ribeiro 1920.  Melanophryniscus pachyrhynus ingår i släktet Melanophryniscus och familjen paddor. IUCN kategoriserar arten globalt som otillräckligt studerad. Inga underarter finns listade i Catalogue of Life.